# مصرف همدستانه

نمونه‌هایی از جوامع تولید همتا مبتنی بر اشتراک‌گذاری (CBPP)، با نام مستعار جوامع P2P

مصرف همدستانه یا مصرف مشارکتی (به انگلیسی: Collaborative consumption) مجموعه‌ای از آن دسته از سیستم‌های گردش منابع است که در آن مصرف‌کنندگان به‌طور موقت یا دائمی منابع یا خدمات ارزشمندی را از طریق تعامل مستقیم با دیگر مصرف‌کنندگان یا از طریق یک میانجی «به دست می‌آورند» و «ارائه می‌کنند». گاهی با مفهوم «اقتصاد مشارکتی» جفت می‌شود. مصرف همدستانه چیز جدیدی نیست و همیشه وجود داشته‌است (مانند فروش پشت ماشینی، مغازه دست‌دوم‌فروشی و فروش گاراژی).
در سال ۲۰۱۱، مصرف همدستانه به عنوان یکی از ۱۰ ایده مجله تایم برگزیده شد که جهان را تغییر خواهد داد.